# Okręty podwodne projektu 670
Okręty podwodne projektu 670 (typu Skat / Skat-M, kod NATO: Charlie) – radzieckie atomowe okręty podwodne przeznaczone do zwalczania lotniskowcowych grup uderzeniowych, pierwsze okręty w siłach Marynarki Wojennej ZSRR zdolne do podwodnego odpalania manewrujących pocisków przeciwokrętowych.
Okręty tego typu produkowane były w dwóch wersjach:
- 670 Skat (Charlie I)
- 670M Skat-M (Charlie II)

## Opis
Projekt 670 zaplanowano jako niewielki okręt podwodny przeznaczony do masowej produkcji. Pod względem możliwości miał być porównywalny do projektu 661 (Papa), który ze względu na wysokie koszty nie mógł zostać wprowadzony do produkcji seryjnej (tylko jeden okręt tego typu został zbudowany). Podobnie jak w amerykańskich okrętach podwodnych, do napędu użyto pojedynczego reaktora (VM-4 chłodzonego wodą pod ciśnieniem) oraz pojedynczego wału śrubowego, inaczej niż na innych radzieckich okrętach, do napędu których stosowano dwa reaktory i dwa wały. Moc pojedynczego reaktora w praktyce okazała się zbyt niska, co przełożyło się na prędkość maksymalną około 24 węzłów, niewystarczającą do dotrzymania kroku lotniskowcom rozwijającym prędkości rzędu 30 w.
Na jednostkach typu Charlie wyeliminowano wiele problemów dręczących poprzednie okręty o podobnym zastosowaniu (typu Echo). Po raz pierwszy użyto systemu namierzania celu korzystającego z danych dostarczanych przez zwiad satelitarny, lecz nadzieje w nim pokładane nie spełniły się i Charlie pozostał zależny od tradycyjnego zwiadu powietrznego. 
Według założeń Charlie miał być przystosowany do przenoszenia ośmiu pocisków rakietowych P-120 Malachit (w kodzie NATO SS-N-9 Siren), które miały być użyte na okrętach typu Papa. Pociski nie zostały jednak dostatecznie przygotowane, z tego też powodu zdecydowano się na użycie rakiet P-70 Ametyst (SS-N-7 Starbright), czyli wersji rozwojowej pocisku P-15 Termit (SS-N-2 Styx). Niewielki zasięg pocisków P-70 wymagał znacznego zbliżenia się do atakowanego celu, ale dzięki temu wyeliminowana została konieczność instalowania na okręcie dodatkowych urządzeń i radarów do korekcji kursu pocisku po odpaleniu, a także umożliwiło to stosowanie taktyki typu „wystrzel i zapomnij”. W latach 1967–1972 zbudowano 11 jednostek typu Charlie I w tempie około dwóch okrętów na rok. W 1972 rozpoczęto budowę typu Charlie II, na którym można już było zastosować pociski P-120 o dwukrotnie większym zasięgu niż P-70, a także unowocześniony system kierowania ogniem. Do 1980 roku zbudowano jedynie 6 jednostek tego typu. Typ Charlie III nigdy nie został zrealizowany. Do 1995 roku ze służby wycofano wszystkie jednostki.
23 czerwca 1983, K-429 zatonął na Morzu Beringa, lecz został podniesiony z dna i powrócił do służby. 13 września 1985 okręt zatonął ponownie, w wyniku czego śmierć poniosło 16 członków załogi, a dowódca jednostki trafił do więzienia. W styczniu 1988 inny okręt K-43 został wydzierżawiony indyjskiej marynarce, gdzie służył jako INS „Chakra” do stycznia 1991.

## Jednostki
Charlie I
- K-43 • Wejście do służby: 1968 • Wycofanie ze służby: 1991
- K-87 • Wejście do służby: 1969 • Wycofanie ze służby: 1992 • Uwagi: W 1972 roku przemianowany na K-212
- K-25 • Wejście do służby: 1969 • Wycofanie ze służby: 1993
- K-121 • Wejście do służby: 1969 • Wycofanie ze służby: 1993
- K-313 • Wejście do służby: 1970 • Uwagi: W grudniu 1985 roku miał miejsce wyciek z głównego systemu chłodzenia, po tym fakcie okręt prawdopodobnie przeniesiono do rezerwy
- K-308 • Wejście do służby: 20 września 1970 • Wycofanie ze służby: 1993
- K-320 • Wejście do służby: 15 września 1971 • Wycofanie ze służby: 1994 • Uwagi: 18 stycznia 1970, w trakcie budowy okrętu, miała miejsce awaria reaktora
- K-303 • Wejście do służby: 1971 • Wycofanie ze służby: 1995
- K-325 • Wejście do służby: 1971 • Wycofanie ze służby: 1995
- K-429 • Wejście do służby: 1972 • Wycofanie ze służby: 1987 • Uwagi: Okręt zatonął dwukrotnie, w latach 1983 i 1985
- K-201 • Wejście do służby: 26 grudnia 1972 • Wycofanie ze służby: 1994

Charlie II
- K-452 „Berkut” • Wodowanie: 1973 • Wejście do służby: 1974 • Wycofanie ze służby: 1994 • Uwagi: Nazwę otrzymał w 1989 roku
- K-458 • Wodowanie: 1975 • Wejście do służby: 1976 • Wycofanie ze służby: 1992
- K-479 • Wodowanie: 1977 • Wejście do służby: 1978 • Wycofanie ze służby: 1993
- K-503 • Wodowanie: 1978 • Wejście do służby: 1979 • Wycofanie ze służby: 1994
- K-508 • Wodowanie: 1979 • Wejście do służby: 1980 • Wycofanie ze służby: 1994
- K-209 • Wodowanie: 1980 • Wejście do służby: 1982 • Wycofanie ze służby: 1994